# Центральный государственный архив-музей литературы и искусства Украины
Центра́льный госуда́рственный архи́в-музе́й литерату́ры и иску́сства Украи́ны, ЦГАМЛИ — хранилище архивов и музей в Киеве (ул. Владимирская, 22а), где хранятся и экспонируются документы и материалы по истории украинской культуры, литературы и искусства. Основан в 1966 году.

## История
4 мая 1966 года постановлением Совета Министров УССР № 357, был создан Центральный государственный архив-музей литературы и искусства УССР. 27 июля 1967 г. указом начальника Архивного управления при Совете Министров УССР ЦГАМЛИ вводился в действие с 1 августа 1967 г. и размещался в помещении Центрального государственного исторического архива УССР в г. Киеве по ул. Владимирской, 22-а, директором архива-музея была назначена Л. А. Проценко. В 1967 году на хранение поступило 845 килограммов архивных документов, 4236 экземпляров книжных изданий.
Начиная с 1991 года архив-музей начал активно комплектоваться документами деятелей украинской диаспоры за рубежом (Россия, Латвия, Беларусь, Австралия, Бразилия, США, Канада, Германия, Франция, Великобритания, Чехия, Болгария и др.). За это время сформировано более 60 личных фондов на основе поступивших из-за границы документов.
Отдельным структурным подразделением ЦГАМЛИ Украины является отдел «Литературно-художественные Плюты», который находится по адресу: Киевская область, Обуховский район, село Плюты (бывший литературно-мемориальный музей драматурга А.Корнейчука и писательницы В.Василевской).
С 1992 года архив имеет современное название — Центральный государственный архив-музей литературы и искусства Украины.

## Фонды
По состоянию на 31 мая 2016 года, насчитывалось 1411 фондов, свыше 19 000 музейных предметов.
В фондах есть документы о литературе, искусству и культуре Украины XVIII—XX веков, биографические и эпистолярные материалы, рукописи произведений, графические работы, фотографии писателей, литературоведов, композиторов, художников, скульпторов, архитекторов, актеров, певцов, режиссёров, дирижёров, хормейстеров, балетмейстеров и других деятелей культуры (в частности, П.Алешина, Василевской, А.Вербицкого, М.Ворвулева, О.Гай, З.Гайдай, Р.Глиэра, Головко, О. Гончара, Б. Гринченко, В.Гужовои, М. Э. Донец-Тессейр В.Заболотного, И.Ижакевича, В.Касияна, Ю.Кипоренка-Доманского, Е.Кирилюка, А.Кос-Анатольского, А.Кохановськои, Ф.Красицкого, Л.Кривицькои, А. Крымского, Б.Лятошинского, Майбороды, А. Малышко, Панас Мирный, И.Моргилевського, А. Павленко, Петра Панча, Леонида Первомайского, А.Петрицкого, Г.Пустовойта, Л.Ревуцкого, Рыльского, Б.Романицкий Я.Сирченка, Ю.Смолича, В. Сосюры, К. Стеценко, С.Таранушенко, С.Тобилевич, К.Трохименко, С.Федорцевой, В.Халатова, Ю.Яновского и многих других). В архиве-музее содержатся также фонды культурно-просветительских учреждений, обществ, организаций, в том числе Киевского общества поддержки искусств, Киевского общества древностей и искусств, Комитета по Государственной премии УССР им. Т.Шевченко в области литературы, журналистики, искусства и архитектуры, Союза писателей УССР и др. Архив-музей рядом с архивохранилищем имеет выставочные залы с постоянной экспозицией, комнаты-музеи выдающихся деятелей украинской литературы и культуры, библиотечные коллекции.